# Jelcz-Laskowice
Jelcz-Laskowice é um município da Polônia, na voivodia da Baixa Silésia e no condado de Oława. Estende-se por uma área de 17,06 km², com 15 828 habitantes, segundo os censos de 2017, com uma densidade de 927,8 hab/km².